# 簗瀬真琴
簗瀬 真琴（やなせ まこと/やなせ まさこと、1892年(明治25年)5月2日 - 1978年(昭和53年)10月23日）は、日本の陸軍軍人。最終階級は陸軍少将。

## 概要
福島県出身。簗瀬家は旧会津藩士で北原家、内藤家と会津三家と称された家である。幕末の当主で家老を務めた簗瀬三左衛門は簗瀬の祖父にあたる。三左衛門は西郷頼母、田中玄清以上の高禄（2200石）を食んだ。白虎隊士として自刃した簗瀬勝三郎、簗瀬武治は簗瀬の血族である。
会津中学を経て陸軍士官学校26期。1914年(大正3年)12月歩兵少尉に任官。少佐時代に近衛歩兵第1連隊附として麻布中学配属将校、中佐時代は近衛歩兵第3連隊附を務めている。
支那派遣軍高級副官を経て、橘連隊の異名を持つ歩兵第34連隊の連隊長として日中戦争に出征。江南作戦、常徳作戦に武勲をあげ感状を授与される。1944年(昭和19年)3月、少将へ昇進し、大津少年飛行学校校長として帰国。次いで独立混成第114旅団長に補され東京湾兵団隷下部隊として横須賀地区の守備につき、本土決戦に備える中終戦を迎えた。稚松会会員。長男は1943年（昭和18年）時点で仙台陸軍幼年学校生徒であった。
1947年（昭和22年）11月28日、公職追放仮指定を受けた。